# Rainha de Copas
A Rainha de Copas é uma personagem do livro Alice no País das Maravilhas, de Lewis Carroll. É descrita como tirânica, temperamental e frequentemente ordenando a decapitação dos seus súbditos.
Foi representada por várias atrizes nas diversas adaptações ao teatro, televisão e cinema ao longo do tempo, mas mais recentemente por Helena Bonham Carter na adaptação feita por Tim Burton em 2010 e 2016.

## Participação na trama
Alice é recomendada por três cartas pintando rosas (para que fiquem da cor certa para a rainha) a jogar-se ao chão de bruços a fim evitar o confronto com a rainha. Alice ignora este conselho, pois nunca viu a Rainha.
Quando a rainha chega e pergunta a Alice quem está deitado na terra (já que as partes traseiras das cartas são idênticas), Alice diz-lhe que não sabe. A rainha então fica frustrada e ordena que cortem a cabeça de Alice, mas seu marido comparativamente moderado convence-a a desistir, lembrando-lhe que Alice é apenas uma criança.
Geralmente, entretanto, a rainha exige que tudo seja perfeito, e, se por alguma razão qualquer, algo vai errado, pode-se ter certeza que algum envolvido será decapitado. Por exemplo:
A rainha tinha somente um modo de resolver todas as dificuldades, grandes ou pequenas. “cortem com sua cabeça!” disse, sem mesmo olhar em volta.
Um dos passatempos da rainha além de requisitar execuções é croquet, porém é o croquet do País das Maravilhas é diferente. As bolas são ouriços vivos e os tacos são flamingos. Presumivelmente o objetivo do sistema seria que os flamingos acertassem as bolas (ouriços) com seu bico pontudo, mas, como Alice observa, isso complica-se pelo fato de os flamingos se voltarem para os jogadores, e também pela tendência dos ouriços de sair rolando sem esperar ser acertados. Os soldados da rainha agem como os arcos nas terras do croquet, mas têm que parar de ser arcos cada vez que a rainha requisita uma execução a fim de arrastar a vítima até outro lugar, de modo que, no fim do jogo na história, os únicos jogadores que sobram ficam sendo a própria rainha, o rei e a Alice.
Apesar da freqüência das sentenças de morte, poucas pessoas apareceriam realmente decapitadas. O rei de Copas silenciosamente perdoa muitos condenados quando a rainha não está olhando, e seus soldados a humorizam mas não obedecem as ordens. Não obstante, todas as criaturas no País das Maravilhas temem a rainha. Nos capítulos finais, a rainha sentencia Alice outra vez (por defender o valete de copas) e oferece uma visão interessante da justiça: sentença antes do veredicto.

## Versão da Disney
Na versão animada da Disney, Alice in Wonderland, a rainha é como Alice a descreve, uma gorda, pomposa, feia e tirana”. Sua presença é mais destacada por causa do quão minúsculo seu marido é em comparação a ela. Como no livro, Alice encontra-se com três cartões que pintam as rosas de vermelho. Quando a rainha chega desafia Alice para um jogo do croquet. O Gato de Cheshire apareceu pela terceira vez com Alice, Rainha de Copas percebeu que Alice estava falando com alguém e Alice diz que era um gato, mas a Rainha de Copas não está vendo o gato de Cheshire por aí, só por isso, a rainha detesta ouvir uma mentira que Alice conta. O jogo é eventualmente estragado pelo gato de Cheshire. A rainha responsabiliza Alice por uma falta grave cometida pelo gato (derrubá-la no chão expondo sua roupa de baixo) e organiza um julgamento para o destino da cabeça da menina.
A rainha chama a Lebre de Março, o Chapeleiro Louco e o arganaz para testemunhar, os quais fazem uma festa informal de desaniversário para a monarca. Durante a festa, o gato de Cheshire reaparece e perturba o arganaz, que sai correndo pela mesa; na tentativa de esmagá-lo, o rei acerta a rainha com um martelo e, naturalmente, ela responsabiliza Alice, e ordena sua decapitação imediata. Mas Alice come os cogumelos que coletou mais cedo, que a fazem crescer até o teto. O artigo #42 da constituição diz qualquer um com mais do que um quilômetro de altura deve sair do tribunal.
Alice sente-se livre para insultar diretamente a rainha, por seu tamanho do momento, mas já que comeu dois cogumelos ao invés de um, volta ao tamanho normal, e assim tem de fugir. É interessante que a versão Disney da rainha de Copas parece ser uma mistura da rainha com a duquesa. Quando satisfeita, pode ser completamente agradável, mas pode ficar furiosa de uma hora para a outra. A rainha é dublada por Verna Felton nesta versão.
Em seguida, Alice foge no labirinto, passando pelos lugares que tinha encontrado anteriormente na história, até chegar na pequena porta do início, que não a deixa passar, mas mostra pela fechadura que Alice está dormindo do outro lado. Enquanto uma multidão corre atrás dela, ela acaba acordando e a rainha não consegue pegá-la.

## Versão de Tim Burton
Na versão de Tim Burton, a Rainha de Copas e a Rainha Vermelha são fundidas em uma mesma personagem com todas as características unidas, que é chamada pelos dois títulos - Rainha Vermelha ou Rainha de Copas - e, claro, tem o bordão "Cortem-lhe as cabeças!". 